# Gracia
『Gracia』（グラシア）は、浜田麻里の26枚目のアルバム。JVCケンウッド・ビクターエンタテインメントから2018年8月1日に発売された。

## 制作
前作『Mission』以来約2年7か月ぶりの作品で、浜田のデビューから35周年記念作品にして、1983年から1990年まで在籍したビクターへ28年ぶりに再移籍した。浜田は、当時の心境について「結構時間がたってるので、自分としては新たなところに移籍する感覚で選ばせてもらったんですけど、でも戻ってきたらやっぱり昔の匂いもあるし、安心感もおぼえますね」と懐古している。
アルバムのタイトルである『Gracia』は、「Grace」をスペイン語に訳した単語で、浜田は「自分の誇りみたいな意思や意識が表れればいいなと。日本人としての高潔さを守りつつ、ネガティブな状況に対する自分を打ち破って作り上げて行く、生きる上での姿勢が気品ある人格というか、そういうものなんじゃないかなと思って」とコメントしている。
制作は、映像作品『Mari Hamada Live Tour 2016 “Mission”』（2016年）の編集が終了後してから開始され、約1年半で完了した。移籍に関しては、浜田がレコーディングのブッキングを行いながら心を決めたと語っており、「デビュー35周年記念盤でもありますし、“今の自分にしか作れないもの”にしたいという気持ちはまずありました」と懐古している。
レコーディングは、ロサンゼルスと東京を行き来しながら行われ、ミュージシャンの選出は浜田自ら行い、まとめは、ビル・ドレッシャーに委ね、後半の一部オファーは、ビクターの担当がミュージシャンの連絡先を調べてコンタクトし、浜田が引き継いでやりとりが行われた。

## 音楽性
1曲目の「Black Rain」は、この作品のメイン曲で、メロディックスピードメタル調の楽曲となっている。浜田は「アレンジや曲を仕上げている時点で『核になる可能性があるな』と思っていました。ビクターの方と相談してまわりの意見も聞きつつ、最終的にパイロット曲になりました」とコメントしている。
2曲目の「Disruptor」は、変拍子を取り込みながらテクニカル系を突き詰めた楽曲で、SNSが発達した現代に対する思いや、既存のビジネスモデルを脅かしていくものに対する脅威を現した内容となっている。今回初めてセッションするミュージシャンのコンタクトをSNSでやりとりしたことに触れ、浜田は「その気になれば、SNSとかで誰にでもコンタクトできる時代なんだな」としたうえで、「SNSとかの利便性自体は格段に進歩していて、だからこそ自分の今の仕事が成り立っていたり、やっぱり私が世界に誇りたいと思う日本人の高潔性、高潔な民度というのがちょっと変わってきたと感じることが多いというか。特にいろんな世界の人と接していると、本当に日本人の美しさというのを自覚することもあるので、それは守っていくべきことだと思います」とコメントしている。

## 批評
| 専門評論家によるレビュー | 専門評論家によるレビュー |
| レビュー・スコア         | レビュー・スコア         |
| 出典                     | 評価                     |
| ------------------------ | ------------------------ |
| Mikiki                   | 肯定的                   |
| リアルサウンド           | 肯定的                   |
| YOUNG GUITAR             | 肯定的                   |

ライターの山口哲生は、タワーレコードが運営するウェブサイト『Mikiki』にて、音楽性に関して「キャリアを重ねるごとに増していくアグレッションと美麗なコーラスが絡み合うメロスピ・チューン『Black Rain』や、エグい変拍子の『Disruptor』、憂いに満ちた『Melancholia』など、国内外から数多く招聘されたレジェンド・プレイヤーたちによる超絶技巧と、主役の強烈なハイトーンにただただ圧倒されるばかり」と評し、音楽評論家の荒金良介は、この作品について「彼女自身もさらにギアを上げていきたいという意志の表れなのかもしれない。新たな環境に身を置き、まだ見ぬ高みを目指して突き進みたい!という気迫が音源からビシビシと伝わってくる」と述べ、前作と比較し「今作を聴いた後だと、前作もハードな側面はあったものの、メロディアスな作風だったなという感想を抱いた」としたうえで、「今作は〈メタル・クイーン〉の称号に相応しく、自らその十字架をしっかりと背負い、仁王立ちしているような彼女の姿が脳裏に浮かんでくる。何だか、凛とした力強さに漲っているのだ。まるで限界ギリギリまで自身の体をいじめ抜いたアスリートのごときストイックな佇まいは、これまでとは別次元のオーラを放っている。それは神々しい歌声、と言っても過言ではない」といずれも肯定的な評価をしている。
音楽評論家の小野島大は、ウェブサイト『リアルサウンド』にて、この作品の音楽性に関して「ここ数作続いていたヘヴィメタリックな音楽性をさらに突き詰めた、究極とも言えるハードでヘヴィでアグレッシヴでパワフルなロックアルバムに仕上がっている」としたうえで、「仕掛けと展開の多い恐ろしくテクニカルで変則的な楽曲を、マイケル・ランドウ、ポール・ギルバート、クリス・インペリテリ、ビリー・シーン、グレッグ・ビソネットといったLAの超一流ミュージシャンが正確無比に演奏」と参加ミュージシャンのプレイを評し、浜田の歌唱力に関しては「技巧の限りを尽くしたパワフルなハイトーンのボーカルが時にソロで、時に多重録音による分厚いコーラスで突き抜けるように駆け上がっていく様子は『快感』以外の何ものでもない。そして彼女のもうひとつの持ち味でもあるメロディアスでメランコリックでスケールの大きなバラードもたっぷり聴ける。ハードなロックとソフトな楽曲のバランスが完璧だ」といずれも肯定的な評価をしている。
ライターのMasa Etoは、ウェブサイト『YOUNG GUITAR』にて、この作品の関し「密度の濃い劇的なハード・ロック・ナンバーが目白押しで、技巧派揃いの演奏陣の中にあっても、圧倒的な存在感を発揮する浜田麻里の迫力ある歌唱も実に強力。最後まで気の抜けない、緊張感溢れる超力作」と肯定的な評価をしている。

## チャート成績
オリコン週間シングルランキングで6位にランクインし、アルバム『Persona』（1996年）以来22年ぶりとなるオリコンTOP10入りを果たした。

## 収録曲
| 全作詞: 浜田麻里。 |                    |           |                          |                               |      |
| #                  | タイトル           | 作詞      | 作曲                     | 編曲                          | 時間 |
| 1.                 | 「Black Rain」     | 浜田麻里  | 若井望 & 浜田麻里        | 若井望 浜田麻里               | 5:10 |
| 2.                 | 「Disruptor」      | 浜田麻里  | ISAO & 若井望 & 浜田麻里 | ISAO 若井望 浜田麻里          | 4:52 |
| 3.                 | 「Orience」        | 浜田麻里  | 若井望 & 浜田麻里        | 若井望 浜田麻里               | 6:02 |
| 4.                 | 「Zero」           | 浜田麻里  | 岸井将 & 浜田麻里        | 岸井将 浜田麻里               | 6:07 |
| 5.                 | 「No More Heroes」 | 浜田麻里  | Aqui Eguchi & 浜田麻里   | 増田隆宣 Aqui Eguchi 浜田麻里 | 5:51 |
| 6.                 | 「Lost」           | 浜田麻里  | 浜田麻里                 | 大槻啓之 Aqui Eguchi 浜田麻里 | 5:31 |
| 7.                 | 「Melancholia」    | 浜田麻里  | 増崎孝司                 | 中尾昌文 増崎孝司 浜田麻里    | 5:37 |
| 8.                 | 「Right On」       | 浜田麻里  | 中尾昌文 & 浜田麻里      | 中尾昌文 浜田麻里             | 5:15 |
| 9.                 | 「Heart Of Grace」 | 浜田麻里  | 若井望 & 浜田麻里        | 若井望 浜田麻里               | 5:46 |
| 10.                | 「Dark Triad」     | 浜田麻里  | 浜田麻里                 | 増田隆宣 浜田麻里             | 5:58 |
| 11.                | 「Mangata」        | 浜田麻里  | 岸井将                   | 岸井将 浜田麻里               | 6:50 |
| 合計時間:          | 合計時間:          | 合計時間: | 合計時間:                | 62:59                         |      |

| 全作詞: 浜田麻里。 |                                |           |           |                 |      |
| #                  | タイトル                       | 作詞      | 作曲      | 編曲            | 時間 |
| 1.                 | 「Seventh Sense」(Bonus Track) | 浜田麻里  | 岸井将    | 岸井将 浜田麻里 | 4:54 |
| 合計時間:          | 合計時間:                      | 合計時間: | 合計時間: | 4:54            |      |

| #         | タイトル                          | 作詞 | 作曲・編曲 | 時間 |
| --------- | --------------------------------- | ---- | ---------- | ---- |
| 1.        | 「Black Rain」(Music Video)       |      |            | 4:26 |
| 2.        | 「Black Rain」(Behind The Scenes) |      |            | 4:00 |
| 合計時間: | 合計時間:                         | 8:26 |            |      |

## 参加ミュージシャン

### Disc-1
| Black Rain - Guitar : Paul Gilbert - Bass : Philip Bynoe - Drums : Marco Minnemann - Keyboards : Derek Sherinian Disruptor - Guitar : Chris Broderick - Bass : Billy Sheehan - Drums : Gregg Bissonette - Keyboards : Derek Sherinian Orience - Guitar : Michael Romeo - Bass : Billy Sheehan - Drums : Gregg Bissonette - Keyboards : Michael Romeo Zero - Guitar : 高崎晃 - Bass : Philip Bynoe - Drums : Marco Minnemann - Keyboards : Jeff Bova No More Heroes - Guitar : Michael Landau - Bass : Philip Bynoe - Drums : Marco Minnemann - Keyboards : 増田隆宣 Lost - Guitar : Michael Landau - Bass : Leland Sklar - Drums : Gregg Bissonette - Keyboards : Jeff Bova | Melancholia - Guitar : 増崎孝司 - Bass : Leland Sklar - Drums : Gregg Bissonette - Keyboards : Jeff Bova Right On - Guitar : Michael Landau - Bass : Leland Sklar - Drums : Gregg Bissonette - Keyboards : 中尾昌文 Heart Of Grace - Guitar : Chris Broderick - Bass : Leland Sklar - Drums : Gregg Bissonette - Keyboards : Jeff Bova Dark Triad - Guitar : Chris Broderick - Bass : Philip Bynoe - Drums : Marco Minnemann - Keyboards : Derek Sherinian Mangata - Guitar : 高崎晃 - Bass : Leland Sklar - Drums : Gregg Bissonette - Keyboards : Derek Sherinian |

### Disc-2
Seventh Sense (Bonus Track)
- Guitar : Michael Landau
- Bass : Leland Sklar
- Drums : Gregg Bissonette
- Keyboards : Derek Sherinian

## リリース日一覧
| 地域 | リリース日   | レーベル                                  | 規格   | 規格品番   | 概要 | 順位 |
| ---- | ------------ | ----------------------------------------- | ------ | ---------- | --- | ---- |
| 日本 | 2018年8月1日 | JVCケンウッド・ビクターエンタテインメント | CD+DVD | VIZL-1405  | - 初回限定盤 - Disc-2はボーナス・トラックとして「Seventh Sense」と「Black Rain」のミュージック・ビデオ及びメイキング映像を収録したDVDが同梱している | 6位  |
| 日本 | 2018年8月1日 | JVCケンウッド・ビクターエンタテインメント | CD     | VICL-65011 | 通常盤 | 6位  |